# 28077 Hard
28077 Hard este o planetă minoră (asteroid), cu un diametru de 2,15 km, din centura de asteroizi. A fost descoperită pe 27 august 1998 la Stația Anderson Mesa de Lowell Observatory Near-Earth-Object Search. 
Obiectul prezintă o orbită caracterizată de o semiaxă mare de 2,2345263 UAi, o excentricitate de 0,06, o înclinație de 5,7048 ° în raport cu ecliptica.